# Yasuyo Yamagishi
Yasuyo Yamagishi (født 28. november 1979) er en tidligere japansk fodboldspiller. Hun har tidligere spillet for Japans kvindefodboldlandshold.

## Japans fodboldlandshold
| Japans landshold | Japans landshold | Japans landshold |
| År               | Kmp              | Mål              |
| ---------------- | ---------------- | ---------------- |
| 1998             | 4                | 1                |
| 1999             | 5                | 3                |
| 2000             | 5                | 1                |
| 2001             | 11               | 0                |
| 2002             | 11               | 0                |
| 2003             | 12               | 1                |
| 2004             | 10               | 0                |
| 2005             | 2                | 0                |
| Total            | 60               | 6                |